# 蜘蛛四子棋
蜘蛛四子棋（Spider Line4），是屏風式四子棋的變體。

## 棋具
- 8*8方格棋盤。
- 棋子以兩色區分敵我。

## 規則
- 一回一著，每著需將一枚己棋放在邊格或角格，然後朝該邊的垂直方向、該角的對角方向移動，直到遇到其他棋子或棋邊才停止。
- 以四枚己棋緊連一直線為勝，橫豎斜方向不拘。

## 外部連結
- 遊戲介紹